# Wilf Wild
Wilfred Wild, detto Wilf (Manchester, 1º gennaio 1893 – Manchester, 12 dicembre 1950), è stato un allenatore di calcio inglese.

## Carriera

### Club
Wild iniziò a far parte dello staff tecnico del Manchester City già dal 1920, assumendo il ruolo di assistente dell'allora tecnico Ernest Mangnall e prendendo anche impegni di questioni amministrative della società. Dopo l'addio nel 1924 di Mangnall, il ruolo in panchina subì un cambiamento: la carica di allenatore venne affidata a David Ashworth, con la responsabilità di selezionare la squadra, e nel mentre a Wild toccò il ruolo di segretario. Rimase in questa posizione fino al 1932, anno in cui divenne ufficialmente il nuovo tecnico del Manchester City dato l'addio di Peter Hodge.
Durante la sua prima stagione da tecnico, i Citizens raggiunsero la finale dell'FA Cup 1932-1933, poi persa per 3-0 contro l'Everton guidato dal capitano Dixie Dean. La stagione successiva riuscirà nuovamente a portare la squadra in finale di questa competizione, vincendola per 2-1 contro il Portsmouth.
La stagione 1936-1937 sarà il picco più alto mai raggiunto da Wild: nonostante la stagione fosse iniziata con solo due vittorie in dieci gare, dopo Natale i Citizens miglioreranno drasticamente, intraprendendo una notevole serie d'imbattibilità durata ben 22 gare. Il 10 aprile il City affrontò lo scontro diretto contro l'Arsenal, vinto dagli Sky Blues per 2-0 e mantenendo la prima posizione in campionato. Esattamente due settimane dopo, ottennero la settima vittoria consecutiva battendo per 4-1 lo Sheffield United, divenendo così campioni d'Inghilterra per la prima volta nella loro storia.
Durante la stagione 1937-1938 il Manchester City fu soggetto a un netto calo rispetto alla passata stagione, finendo addirittura per retrocedere nonostante il maggior numero di reti segnate: questo divenne il primo caso nella storia del calcio inglese che una squadra campione d'Inghilterra in carica retrocedesse in Second Division. Malgrado tutto ciò, Wild rimase comunque sulla panchina del club. Quando il campionato ripartì nel 1946 dopo la fine della seconda guerra mondiale, Wild decise di annunciare le proprie dimissioni dalla carica manageriale e di tornare nuovamente nelle vesti di segretario. I suoi quattordici anni alla guida della squadra lo rendono l'allenatore più longevo nella storia del Manchester City. Rimase nel ruolo di segretario fino alla sua morte, avvenuta il 12 dicembre 1950.

## Palmarès

### Allenatore
- Coppa d'Inghilterra: 1

Manchester City: 1933-1934
- Campionato inglese: 1

Manchester City: 1936-1937
- FA Charity Shield: 1

Manchester City: 1937